# Daraga, Albay

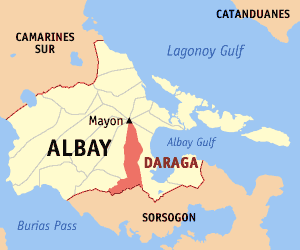
Bản đồ của Albay với vị trí của Daraga

Daraga là một đô thị hạng 1 ở tỉnh Albay, Philippines.
Theo điều tra dân số năm 2015, đô thị này có dân số 126.595 người trong.

## Các đơn vị dân cư
Daraga được chia thành 54 khu phố (barangay).
| - Alcala - Alobo - Anislag - Bagumbayan - Balinad - Bañadero - Bañag - Bascaran - Bigao - Binitayan - Bongalon - Budiao - Burgos - Busay - Cullat - Canarom - Dela Paz - Dinoronan | - Gabawan - Gapo - Ibaugan - Ilawod Area Pob. (Dist.2) - Inarado - Kidaco - Kilicao - Kimantong - Kinawitan - Kiwalo - Lacag - Mabini - Malabog - Malobago - Maopi - Market Area Pob. (Dist. 1) - Maroroy - Matnog | - Mayon - Mi-isi - Nabasan - Namantao - Pandan - Peñafrancia - Sagpon - Salvacion - San Rafael - San Ramon - San Roque - San Vicente Grande - San Vicente Pequeño - Sipi - Tabon-tabon - Tagas - Talahib - Villahermosa |